# Stalitochara kabiliana
Genre
Espèce
Stalitochara kabiliana, unique représentant du genre Stalitochara, est une espèce d'araignées aranéomorphes de la famille des Dysderidae.

## Distribution
Cette espèce est endémique d'Algérie.

## Étymologie
Son nom d'espèce lui a été donné en référence au lieu de sa découverte, la Kabylie.

## Publication originale
Simon, 1913 : Araneae et Opiliones (quatrième série). Biospeologica, XXXe. Archives de Zoologie expérimentale et générale, vol. 52, no 2, p. 359-386 (texte intégral).